# Cala Bou (Sitges)
La cala Bou, anomenada també cala Falconera, és una petita platja urbana del municipi de Sitges (Garraf) situada a ponent de l'espigó del port de Garraf, que la protegeix dels temporals de llevant. Té una longitud de 57 metres i una amplada mitjana de 22 metres, formada per sorra de gra gruixut barrejada amb còdols. No disposa de serveis i l'accés es fa des del port esportiu.
El nom de Falconera al·ludeix al penya-segat rocós, que s'eleva 130 metres a sobre del nivell del mar a ponent de la platja.